# Christa Zechmeister
Christa Zechmeister nació el 4 de mayo de 1957 en Berchtesgaden (Alemania), es una esquiadora retirada que ganó 1 Copa del Mundo en disciplina de Eslalon y 6 victorias en la Copa del Mundo de Esquí Alpino (con un total de 12 podiums).

## Resultados

### Juegos Olímpicos de Invierno
- 1976 en Innsbruck, Austria
  - Eslalon: 7.ª

### Campeonatos Mundiales
- 1974 en St. Moritz, Suiza
  - Eslalon Gigante: 15.ª
- 1978 en Garmisch-Partenkirchen, Alemania
  - Eslalon: 9.ª
  - Eslalon Gigante: 10.ª

### Copa del Mundo

#### Clasificación general Copa del Mundo
- 1972-1973: 24.ª
- 1973-1974: 4.ª
- 1974-1975: 10.ª
- 1975-1976: 17.ª
- 1976-1977: 21.ª
- 1977-1978: 24.ª
- 1978-1979: 31.ª
- 1979-1980: 56.ª

#### Clasificación por disciplinas (Top-10)
- 1973-1974:
  - Eslalon: 1.ª
  - Eslalon Gigante: 10.ª
- 1974-1975:
  - Eslalon: 3.ª
  - Eslalon Gigante: 9.ª
- 1975-1976:
  - Eslalon: 7.ª
- 1976-1977:
  - Eslalon: 10.ª
- 1978-1979:
  - Eslalon: 10.ª

#### Victorias en la Copa del Mundo (6)

##### Eslalon (6)
| Fecha                  | Lugar          |
| ---------------------- | -------------- |
| 7 de diciembre de 1973 | Val-d'Isère    |
| 8 de enero de 1974     | Les Gets       |
| 16 de enero de 1974    | Les Diablerets |
| 24 de enero de 1974    | Bad Gastein    |
| 16 de enero de 1975    | Schruns        |
| 17 de enero de 1976    | Berchtesgaden  |